# Pedresina
La pedresina es un pase de muleta ejecutado en tauromaquia, creado por el torero albaceteño Pedro Martínez «Pedrés», que se ejecuta «de perfil, con la muleta en la derecha, y la muleta detrás de la cadera, en el que se hace pasar al toro por la espalda».

## Origen
La competencia entre los toreros de mitad del siglo XX les obligaba a la creatividad de las suertes para llamar la atención y ganar el favor del público. Por esta razón, el diestro manchego Pedro Martínez «Pedrés» ideó este muletazo. Ya en su etapa como novillero, Pedrés ejecutaba una especie de arrucina, aunque, a diferencia de esta, que vacía la embestida con la muleta por abajo, elevaba las telas para sacarla por encima de los pitones del toro. Este muletazo llegó a ser conocido como «pedresina», por la frecuencia con la que lo realizaba y por ser, en ese momento, el único en ejecutarlo.

## Ejecución
En su concepción, la pedresina tiene como objetivo dotar de emoción el primer muletazo de la faena y conseguir que el torero acapare la atención del público desde ese instante. Por eso se debe plantar cerca de las tablas, mirando hacia la barrera, y esperar como si se dispusiera a ejecutar un natural, todavía con la muleta plegada y, cuando el toro se arranque en la distancia, sin mover los pies de su posición inicial, el torero gira la cintura y despliega la muleta por la espalda, cambiando el viaje del toro y resolviendo la embestida por alto.

## Variaciones
Como casi todas las demás suertes, si se pueden realizar de pie, también se pueden hacer de rodillas. Algo que, en el caso de este muletazo, es rizar el rizo, pues se trata de añadirle emoción a un pase que ya la tenía desde su definición inicial. Igualmente, con el objeto de hacerlo más espectacular, muchos toreros han optado en ejecutarla en el centro del ruedo, dándole al toro más distancia y poder en su carrera, teniendo el torero que medir muy bien los tiempos del muletazo. Evidentemente, mientras más tiempo aguante la acometida sin desplegar la muleta por la espalda más espectacular será el resultado.